# James Craig Adamson
Pour les articles homonymes, voir Adamson.
James Craig Adamson dit Jim Adamson est un astronaute américain né le 3 mars 1946.

## Vols réalisés
Il réalise deux vols en tant que spécialiste de mission :
- 8 août 1989 : Columbia (STS-28)
- 2 août 1991 : Atlantis (STS-43)